# Група «Укрпромінвест»
Концерн «Укрпромінвест» — у минулому одна з найбільших ФПГ України, ліквідована у 2012 році. У квітні 2005 року одне з найбільших вітчизняних підприємств «Український промислово-інвестиційний концерн», до складу якого входило понад 30 підприємств різних напрямків діяльності, змінив свою організаційну структуру, об'єднавши їх у Групу «Укрпромінвест».
Концерн «Укрпромінвест» був заснований у 1993 році. Назва підприємства повністю передавала мету його заснування — інвестиції в промисловість України. Протягом 12 років економічні умови докорінно змінювалися, і концерн успішно моделював свою роботу згідно з вимогами національного законодавства та тогочасними ринковими умовами.
Незважаючи на хаотичні умови приватизації, у роботі зі своїми підприємствами концерну завжди вдавалося дотримуватися власного визначеного стилю: зростання кількості робочих місць та рівня заробітної плати, збільшення інвестицій у виробничі програми та повна реконструкція підприємства, а згодом — налагодження випуску конкурентноспроможної продукції.(Інформація має оцінний характер, жодного підтвердження автор не надав)
Реорганізація концерну є першим кроком до створення структури, зрозумілої та звичної іноземному інвесторові. Нова форма підприємства передбачає динамічнішу співпрацю із західними корпораціями, оскільки дозволяє оперувати зведеним балансом підприємств групи, що, безперечно, дає більше підстав претендувати на партнерські взаємовідносини із великими фінансовими інститутами.
У планах нового об'єднання — подальше інвестування в економіку України через розвиток наявної бази підприємств, вихід на міжнародні ринки фінансових запозичень з перспективою роботи на західних ринках цінних паперів.
До групи «Укрпромінвест» входять такі відомі в Україні підприємства як: «Рошен», «Рідна марка», промислово-інвестиційний холдинг «Богдан», ВАТ «Черкаський автобус», Луцький автомобільний завод. ЗАТ «Укрпромінвест» також став співзасновником нової структури — свого фактичного наступника.
Загальна кількість працівників на підприємствах групи у 2007 році склала 31 528 осіб. Валовий прибуток підприємств групи за 2007 рік становить 14 млрд грн.

## Загальна інформація
Концерн «Укрпромінвест», який асоціюється з ім'ям екс-президента України Петра Порошенка, можна назвати яскравим прикладом системного бізнесу в Україні. Ця група об'єднує понад 50 підприємств. Як її профільний бізнес виділяється харчова галузь і автомобілебудування. Робота в цих галузях не приносить таких швидких прибутків, як, скажімо, металургія чи енергетика, і по «фінансовій» вазі «Укрпромінвест» відстає від інших українських ФПГ.
«Укрпромінвест» є засновником більше двох десятків ТОВів, ВАТів, корпорацій, спільних підприємств, філій. Ось, лише неповний список цих підприємств: «Агрофірма „Крижопіль“», «Вінницька Цукерка», «Футбольний клуб „Вінниця“», Телерадіокомпанія «Експрес-інформ», ВАТ «Молочноконсервний комбінат», ВАТ «Луцький автомобільний завод», корпорація «Автосервіс — Україна», комерційний банк «Мрія» і т. д.
«Корпорація „Рошен“» (до липня 2002 носила назву ДП «„Укрпромінвест“ — Кондитер») об'єднує Київську (ЗАТ «Київська кондитерська фабрика ім. К. Маркса»), Вінницьку, Кременчуцьку і Маріупольську кондитерські фабрики, а також мережу філій, магазинів оптової та роздрібної торгівлі кондитерської продукції. Крім того, концерн контролює Дніпровський крохмале-патоковий комбінат — найпотужніший у всьому колишньому СРСР, кілька цукрових і молочно — консервних заводів, два комбінати хлібопродуктів, Радомишльський пивоварний завод, Пєсковський завод скловиробів, Липецьку кондитерську фабрику «Ликонф» (Росія).
У 2001 концерн «Укрпромінвест» придбав у Вінницькій області Погребищенський, Гайсинський і Крижопільський цукрові заводи, які пройшли процедуру банкрутства, і 35 тис. га сільгоспугідь, де вирощується сировина для переробки
Автомобілебудування координує ТОВ «Укрпромінвест — Авто», зареєстроване як самостійне підприємство у складі концерну «Укрпромінвест». ТОВ «„Укрпромінвест“ — Авто» — це мережа автосалонів, магазинів, станцій технічного обслуговування у великих містах України з висококваліфікованими менеджерами, продавцями та технічним персоналом. Компанія одночасно є офіційним агентом АТ «Автоваз», офіційним дистриб'ютором АТ «УАЗ», дилером АТ «ГАЗ», найбільшим постачальником в Україну автомобілів ІЖ, ЗІЛ, автобусів ПАЗ, офіційним імпортером автомобілів Kia (Корея), Hyundai (Корея), Isuzu (Японія), Subaru (Японія), Saab (Швеція), скутерів і мотоциклів Yamaha і Kawasaki (Японія).
У концерну є й складальні підприємства. Зокрема, в АТ «Черкаський автобус», що входить в ЗАТ «Укрпромінвест», збираються автобуси міського типу «Богдан» на базі шасі автомобілів ISUZU, а також аварійні майстерні для ремонту магістральних газопроводів на базі автомобіля КрАЗ-260г та ін.)
На Луцькому автозаводі успішно функціонує найбільше в Україні підприємство по збірці автомобілів ВАЗ, ЛуАЗ, УАЗ. Чималий прибуток дає і Торговий Дім «Іста» (виробництво та реалізація акумуляторних батарей).
Активне освоєння концерном автомобільного сектора не могло не торкнутися ринку запасних частин. Для цього було створено ДП «Укравтозапчастина», на яку покладені функції організації поставок і оптової реалізації запасних частин, вузлів, агрегатів, шин, акумуляторів, видаткових та експлуатаційних матеріалів для автотракторної та сільськогосподарської техніки виробництва країн СНД і далекого зарубіжжя. На заводі «Ленінська кузня» здійснюється складання тракторів «Білорусь».
Обслуговуванням вантажно — і пасажироперевезень в концерні займається філія «Транспортно — експедиційне підприємство». До складу автомобільного господарства «Укрпромінвесту» входять також відділ пасажирських автоперевезень і служба таксомоторних перевезень. Великовантажні автомобілі філії ТЕП виконують перевезення по території України, країн СНД, Балтії, Західної Європи та Азії.
А ще Порошенко контролює компанію «Автоекспо» (організація найбільших в Україні виставок автомобілів, запчастин, сервісного обслуговування), і найбільший таксопарк в Києві.
Концерн «Укрпромінвест» контролює одне з найбільших підприємств суднобудівної галузі України — київський завод «Ленінська Кузня». Підприємство має одну з найзначніших виробничих майданчиків, яка може стати базою для розвитку інших машинобудівних виробництв. В наш час[коли?] «Ленкузня» будує для західноєвропейських замовників танкери для перевезення хімічної продукції, комбіновані суховантажні судна, а також виробляє автоматизовані котлоагрегати, морозильні апарати, сміттєспалювальні печі, рухові комплекси для суден різних класів. Крім того, підприємство активно співпрацює з військово-морським відомством України.
Свого часу очолюваний Порошенком «Укрпромінвест» придбав великий пакет акцій Верхньодніпровського крохмале-патокового комбінату, монополіста у своїй галузі.

## Зв'язок з іншими підприємствами
- Богдан, ТОВ Автомобільний дім — Входить до групи
- Рідна марка, Корпорація — Входить до групи
- Рідна Марка, ДП — Входить до групи
- Херсон, ТОВ Плодоовочевий комбінат — Входить до групи
- МСТ Регіон, ТОВ — Входить до групи
- Пісківський завод скловиробів, ВАТ — Входить до групи
- Бізнес Ерлайнс Гарант, ТОВ — Входить до групи
- Вінницький комбінат хлібопродуктів № 2, ВАТ — Входить до групи
- Україна, Агрофірма (Вінницька обл.) — Входить до групи
- Зоря Поділля, ТОВ Продовольча компанія — Входить до групи
- Autoreal Holding Ltd — Входить до групи
- Ісудзу Україна, ЗАТ Автомобільна компанія — Входить до групи
- Агропродінвест, ТОВ — Входить до групи
- Willenhall Trading Limited — Входить до групи
- ІСТА-Центр, ЗАТ — Входить до групи
- ІСТА, Національна акумуляторна корпорація — Входить до групи
- Богдан-Капітал, ВАТ ЗНВКІФ — Входить до групи
- Прайм ессетс капітал, ВАТ ЗНКІФ — Входить до групи
- Трансат-брок, ТОВ — Входить до групи
- Ліконф, ВАТ Липецька кондитерська фабрика — Входить до групи
- Севморзавод, ВАТ Севастопольський морський завод ім. Серго Орджонікідзе — Чи входить у групу (частково)
- Murphey Company Inc. — Чи входить до групи
- Крохмалепродуктів, ТОВ Асоціація — Входить до групи
- Укрсплав, ТОВ — Входить до групи
- Поділля, ЗАТ Продовольча компанія — Входить до групи
- Vernon Holdings Limited — Входить до групи
- ЛМК-Богдан, ТОВ — Входить до групи
- Енергоавтоматика, ТОВ Дніпропетровський дослідний завод — Входить до групи
- Ukrprominvest Holding Ltd — Входить до групи
- Fairbrook Enterprises Limited — Входить до групи
- Хюндай трак, ТОВ — Входить до групи
- Вінницька кондитерська фабрика, ВАТ — Входить до групи
- Київська кондитерська фабрика ім. К. Маркса, ЗАТ — Входить до групи
- Дніпровський крохмале-патоковий комбінат, ВАТ — Входить до групи
- Богдан Моторс, ПАТ Автомобільна компанія — Входить до групи
- Укрпромінвест-Спецавтотехніка, ТОВ — Входить до групи
- Ленінська кузня, ВАТ Завод — Входить до групи
- Укрпромінвест-Авто, ТОВ — Входить до групи
- Укравтозапчастина, ТОВ — Входить до групи
- ІСТА, ТОВ ТД — Входить до групи
- Транспортно — експедиційне підприємство — Входить до групи
- Автоекспо — Входить до групи
- НБМ, ТОВ ТРК («5 канал») — Входить до групи
- Правда України, Газета — Входить до групи
- КП «Кременчуцька кондитерська фабрика» — Входить до групи
- Рошен, ДП Кондитерська корпорація — Входить до групи
- Погребищенський цукровий завод, ВАТ — Входить до групи
- Гайсинський цукровий завод, ВАТ — Входить до групи
- Черкаський автобус, ВАТ — Входить до групи
- Укрпромінвест, ЗАТ Група — Входить до групи
- Мрія-Авто, ЗАТ — Входить до групи
- Крижопільський цукровий завод, ВАТ — Входить до групи
- Радомишль, ВАТ ПБК — Входить до групи
- Центрально-європейська кондитерська компанія, ТОВ — Входить до групи
- Компанія «Богдан-Індустрія» — Входить до групи
- Богдан, ТОВ Автомобільна група — Входить до групи
- Agroprodimpex Cyprus Limited — Входить до групи
- Український автомобільний холдинг, ТОВ — Входить до групи

## Зв'язок з персонами
- Порошенко Олексій Іванович — Входить до групи
- Порошенко Петро Олексійович — Здійснює контроль
- Кононенко Ігор Віталійович — Віце-президент
- Гладковський Олег Володимирович — Віце-президент
- Зімін Олег Петрович — Заступник гендиректора
- Береговий Юрій Миколайович — Начальник юридичного управління

## Державні чиновники, які працювали в концерні «Укрпромінвест»
В концерні «Укрпромінвест» працювали наступні люди, які з 2014 року працювали на державних посадах в Україні:
- Порошенко Петро Олексійович —  Екс - Президент України.
- Гонтарева Валерія Олексіївна — Екс голова Національного банку України.
- Вовк Дмитро Володимирович — тимчасовий виконувач обов’язки Голови Національної комісії, що здійснює державне регулювання у сферах енергетики та комунальних послуг (НКРЕКП).
- Кононенко Ігор Віталійович — народний депутат 8-го скликання, перший заступник голови фракції партії «Блок Петра Порошенка».
- Гладковський Олег Володимирович — голова Міжвідомчої комісії з політики військово-технічного співробітництва та експортного контролю, Перший заступник Секретаря Ради національної безпеки і оборони України (до 4 березня 2019 року)
- Гунчик Володимир Петрович — голова Волинської ОДА з 24 липня 2014 до 22 березня 2018.
- Ворушилін Костянтин Миколайович — директор-розпорядник Фонду гарантування вкладів фізичних осіб.[3]